# Рекрутское войско
Рекрутское войско — наименование формирования (вооружённых сил) России по способу комплектования в период реформ царя Петра I.
Создано, в период реформ, и пришло на смену стрелецкому. Войско (армия и флот) создано Петром I в 1699 году. Первыми полками стали — Семёновский и Преображенский полки Потешных войск. После введения рекрутской системы формирования армии все полки были разделены на полевые и гарнизоные. Гарнизонные полки были учебными и резервными для пополнения полевых частей. В 1719—1722 годах была введена подушная подать на содержание регулярной армии, и все полки были распределены по губерниям. В 1724 году был изменён порядок расквартирования частей — отменили размещение солдат в крестьянских дворах. В приграничных (украинных) городах должны были быть построены солдатские слободы.

## Хозяйственная деятельность
Полки занимались хозяйственной деятельностью: содержали табуны лошадей, мельницы, кузницы, выращивали хлеб, доставляли амуницию и фураж и так далее. Рекруты выполняли все эти работы, и часть из них фактически были хлебопашцами. Солдаты работали и на казённых заводах. Например, по данным Г. Ф. Миллера в 1741 году на Луказском и Ирбинском заводах работали 76 рекрутов. Значительно увеличилось применение труда рекрутов на казённых заводах в 1750-е годы. За счёт рекрутского набора 1757 года численность работников Нерчинского сереброплавильного завода увеличилась с 285 до 715 человек.

## Фискально-полицейские функции
Солдаты также собирали подушную подать на содержание полка. Для сбора подати от каждого полка выделялись специальный комиссар и счётчики из солдат. С 1736 года сбором податей начали заниматься воеводские канцелярии. Армия следила за сбором податей, разыскивала уклоняющихся. Солдаты также участвовали в сборах других сборов и налогов, контролировали посадских целовальников, работающих на таможне, охраняли откупщиков и правительственных подрядчиков.
С 1764 года караулы городовых казаков были заменены солдатскими.

## Гарнизонная служба
По указу от 19 апреля 1764 года в городах из гарнизонных батальонов были образованы по 6 рот: 4 строевых, одна инвалидная и одна мастеровая. В строевых ротах служили отставные армейские солдаты; они несли службу по гарнизону. В инвалидных ротах (инвалидная команда) служили «без ружья», в мастеровых — солдаты, владеющие различными ремёслами. Отслуживших свой срок солдат в полевых частях отправляли в гарнизонные, или инвалидные команды, располагавшиеся близ места рождения солдата. Считалось, что местные общины будут содержать отставного солдата. Государственное содержание (пенсия) выплачивалось в крайних случаях.
Пётр I разработал систему при которой каждый рекрут должен был пройти через полевые полки, гарнизонные полки (с 1764 года гарнизонные батальоны), службу в гражданских ведомствах (сторож, рассыльный, и другие с 1764 года в инвалидной команде), поселение, увольнение на собственное содержание, или в монастырь, богадельню. Цель рекрутской системы — максимально полное использование обученного человеческого ресурса.